# Kumatostephanus
Kumatostephanus es un género extinto de una clase de cefalópodos fósiles, los amonites. Vivió durante el Período Jurásico, que duró desde hace aproximadamente 200 a 145 millones de años. Se movía lentamente y era probable que fuera víctima de depredadores grandes como Liopleurodon o mosasaurios pequeños.